# 寺岸宏一
寺岸 宏一（てらぎし こういち、1966年7月26日 - ）は、日本の写真家。北九州市小倉出身。株式会社 寺岸堂 代表取締役。
Teragishi photo Studioを拠点に総合写真サービスを展開。
◆写真撮影スタジオ部門：自社写真スタジオ運営、ポートレートから、美術品、絵画等、出張撮影に印刷物等のプロデュース
◆コマーシャル部門：専門エンジニアと提携。Webサイト、デザイン、印刷物、アート関連サービスを展開
◆音楽事業部：各専門エンジニアと連携、ミュージシャンのサポート、ライブプロデュース、録音、CD製作、ライブ運営等
◆音響部門：専門家と提携しオリジナル音響機器の制作、販売、メンテナンス等。
Teragishi photo Studioには世界で唯一20世紀の最高峰音響機器 ALEC Voice of the Theatre A2 を設置。

## 来歴
1980年 - 旧：九州工業高等学校（現：真颯館高等学校）入学。
1982年 - 同校第48代写真部部長に就任。
1983年 - 卒業後上京し、御茶ノ水にある 旧：東京写真専門学校（現：東京ビジュアルアーツ）に入学し写真家への道を志す。
1997年 - 宮城県多賀城市に(株)寺岸堂を開業。
1998年 - 宮城県仙台市に株式会社 寺岸堂を設立。
2001年 - アメリカ合衆国ハワイ州オアフ島ホノルルに米国法人 Teragishido co.,ltd.を設立 (会社経営サポート、貿易、WEB事業)
2003年 - 有限会社 財音を設立。
2011年 - 東日本大震災を転機に写真撮影を中心にした商業スタジオ TERAGISHI PHOTO STUDIO & PRODUCTION INCを設立。
世界各地を周り人物中心のドキュメント写真を多数撮影して来た作品を、個展 "THE SAREE OF PINK"で発表している。
2016年 - 仙台アエル ビル 29階 Nikonサロンで個展 THE SAREE OF PINK開催。
2018年 - skip martin with family n friends in japan & asia official としてツアーに同行
2019年 - 宮城県 蔵王 ミュゼ・マエナカにて個展 next THE SAREE OF PINK!! 2019 開催。